# Acropolis (Nice)
Pour les articles homonymes, voir Acropolis (homonymie).
L'Acropolis de Nice est un ancien complexe composé de deux structures : un palais des congrès (Acropolis-Congrès) et un palais des expositions (Acropolis-Expositions).
Propriété de la ville de Nice, sa gestion et son exploitation étaient déléguées à la société GL Events depuis le 1er janvier 2007. La démolition de l’Acropolis a commencé en mars 2023, et devrait s’achever en juin 2024.

## Historique

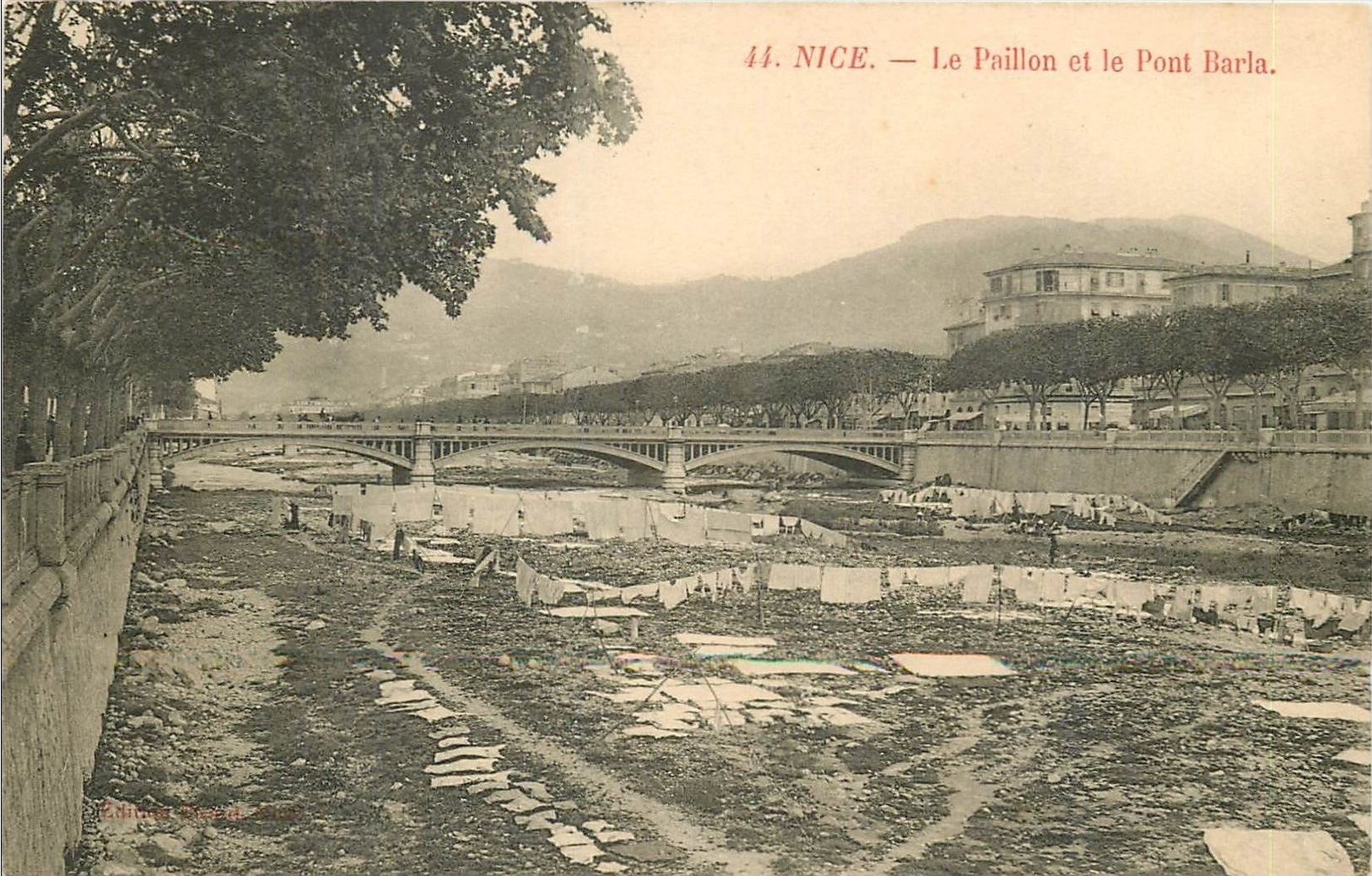
Le pont Barla avant la couverture du Paillon.

Lors de la première moitié du XXe siècle, le Paillon est progressivement recouvert à l'emplacement actuel d'Acropolis : le pont Barla est devenu la traverse Barla et en 1931, l’esplanade Risso (devenue depuis l'esplanade John-Fitzgerald-Kennedy) est inaugurée. En 1937, est ouvert le stade du XVe Corps, devenu le stade Jean-Bouin en 1951, à l'ouest de l'esplanade. Il sera lui-même remplacé par le complexe sportif Jean-Bouin dans les années 1980.

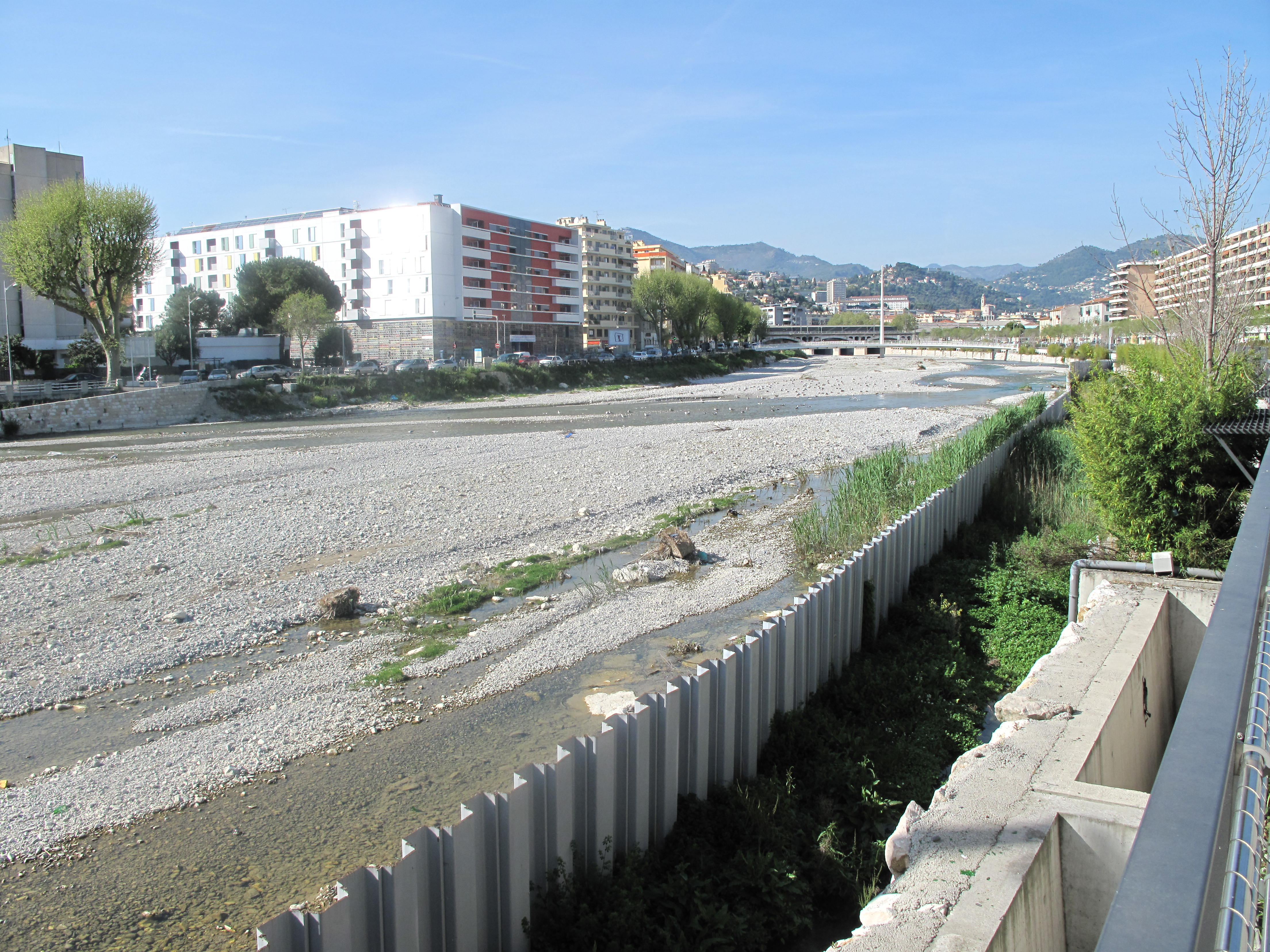
Le Paillon à Nice en amont de la partie couverte.

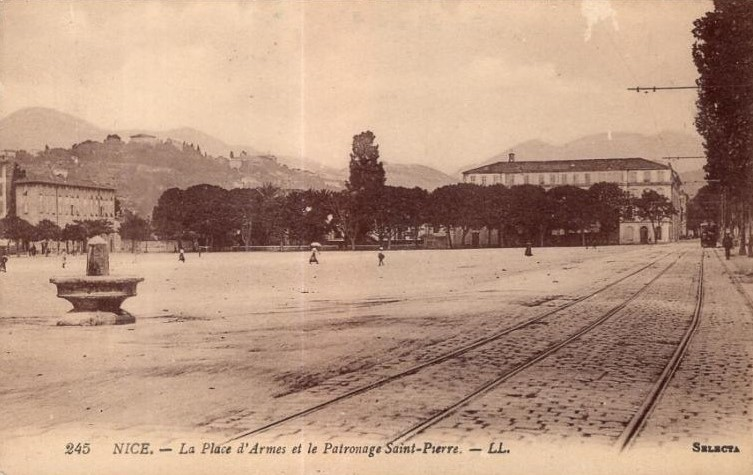
La place d'Armes vers 1900.

L'activité économique de Nice est traditionnellement orientée vers le tourisme. Dans les années 1950, le maire Jean Médecin souhaite renforcer la fonction d'accueil de la ville. C'est dans ce contexte qu'est envisagée la construction du palais des expositions en 1954 sur le côté nord de l'esplanade. Les travaux débutent en 1956, selon les plans des architectes Richard et Michel Laugier. Il est alors composé d'un hall de 14 000 m2 , auquel est ajouté un autre bâtiment accolé à la façade sud, construit en 1956-1960 ou en 1959-1960 selon les sources. Les travaux s'achèvent en 1964. Deux hôtels sont bâtis devant la façade sud au cours des années 1980.
Plus tard, Jacques Médecin, qui voulait développer le tourisme d'affaires et de congrès, planifie la réalisation d'un palais des congrès à la place du Casino municipal qu'il fait raser en 1979. Finalement, c'est un peu plus au nord sur la couverture du Paillon, au-delà du pont Barla, qu'il fait édifier le palais des congrès et de la musique Acropolis, selon les plans des architectes Buzzi, Bernasconi et Baptiste. La première pierre est posée en août 1981 et l'inauguration a lieu le 31 mars 1984. Ce nouveau bâtiment renforça la place du tourisme de congrès dans l'activité économique de la ville, déjà significative à partir des années 1970.
En 2010-2011, les deux palais subissent une rénovation avec notamment diverses mises aux normes techniques dont des travaux touchant à la structure du palais des expositions. Plusieurs salles du palais des congrès sont à cette occasion remises à neuf, sous la direction de l'architecte Jean-Michel Wilmotte,.

## Palais des congrès

### Caractéristiques
Le palais des congrès, situé sur l'esplanade Kennedy, est un bâtiment de trois niveaux, de 338 mètres de long sur 60 mètres de large. Sa superficie totale est de 21 000 mètres carrés. Le hall d'entrée ou « Agora », dont l'accès se fait par le boulevard Risso, côté est, sépare le bâtiment en deux et permet d'accéder aux trois niveaux au moyen d'escalators. Au sud de l'Agora se trouve la salle Apollon, la plus grande du palais, qui dispose d'une capacité de 2 500 places assises, et s'étend sur les trois niveaux. Les spectateurs sont installés dans l'orchestre (308 places), sur la première mezzanine (712 places), la seconde mezzanine (596 places), et les balcons (878 places). La scène, l'arrière-scène et l'avant-scène mesurent 1 028 mètres carrés et sont surmontées par un plafond à une hauteur de 22 mètres.
Au nord de l'Agora, au rez-de-chaussée, se trouve l'espace polyvalent Méditerranée, qui offre des salles modulables (neuf au total et pouvant accueillir au maximum en style théâtre 1 500 personnes assises) sur une superficie de 1 800 mètres carrés,. Le reste du rez-de-chaussée abrite un bowling, ainsi que la cinémathèque de Nice qui occupe l'auditorium Iris de 250 places. Sur le second niveau sont aménagés la salle de conférence Hermès d'une capacité de 300 places assises, l'espace polyvalent Rhodes comportant une surface modulable de 2 500 mètres carrés et dix-sept salles au total, les six salles de commission Galliéni de 30 à 140 places assises (côté ouest du bâtiment), divers bureaux pour les organisateurs, et la salle de conférence Athéna à l'extrémité nord, qui peut accueillir 758 spectateurs assis. Le troisième niveau est occupé par le salon de réception Les Muses d'une superficie de 2 600 mètres carrés modulables soit 1 810 personnes. Il abrite également des terrasses de 2 000 mètres carrés, ainsi que la cuisine du palais qui peut assurer la restauration de 2 000 personnes.
Sont exposés, tant à l'intérieur qu'à l'extérieur du palais, des sculptures d'artistes tels que Paul Belmondo, César, Raymond Moretti, Victor Vasarely, Ben, Cyril de La Patellière, Marcel Gili ou encore Sacha Sosno.

### Événements
Le palais des congrès accueille divers évènements tels que des spectacles, des conférences, des concerts, des expositions, des salons, des conventions, ou encore des meetings politiques. Il reçoit régulièrement d'importants congrès médicaux, scientifiques et technologiques en relation avec la faculté de médecine de Nice et la technopole de Sophia Antipolis.
Chaque automne depuis 2005, le palais accueille la manifestation « C'est pas classique », organisée par le conseil général des Alpes-Maritimes, qui promeut la musique classique à travers une série de concerts gratuits. Les 9 et 10 février 2005 s'est tenue dans le palais une réunion informelle des ministres de la Défense des pays membres de l'OTAN. Les 31 mai et 1er juin 2010, le palais a accueilli le 25e sommet Afrique-France.

## Palais des expositions

### Caractéristiques

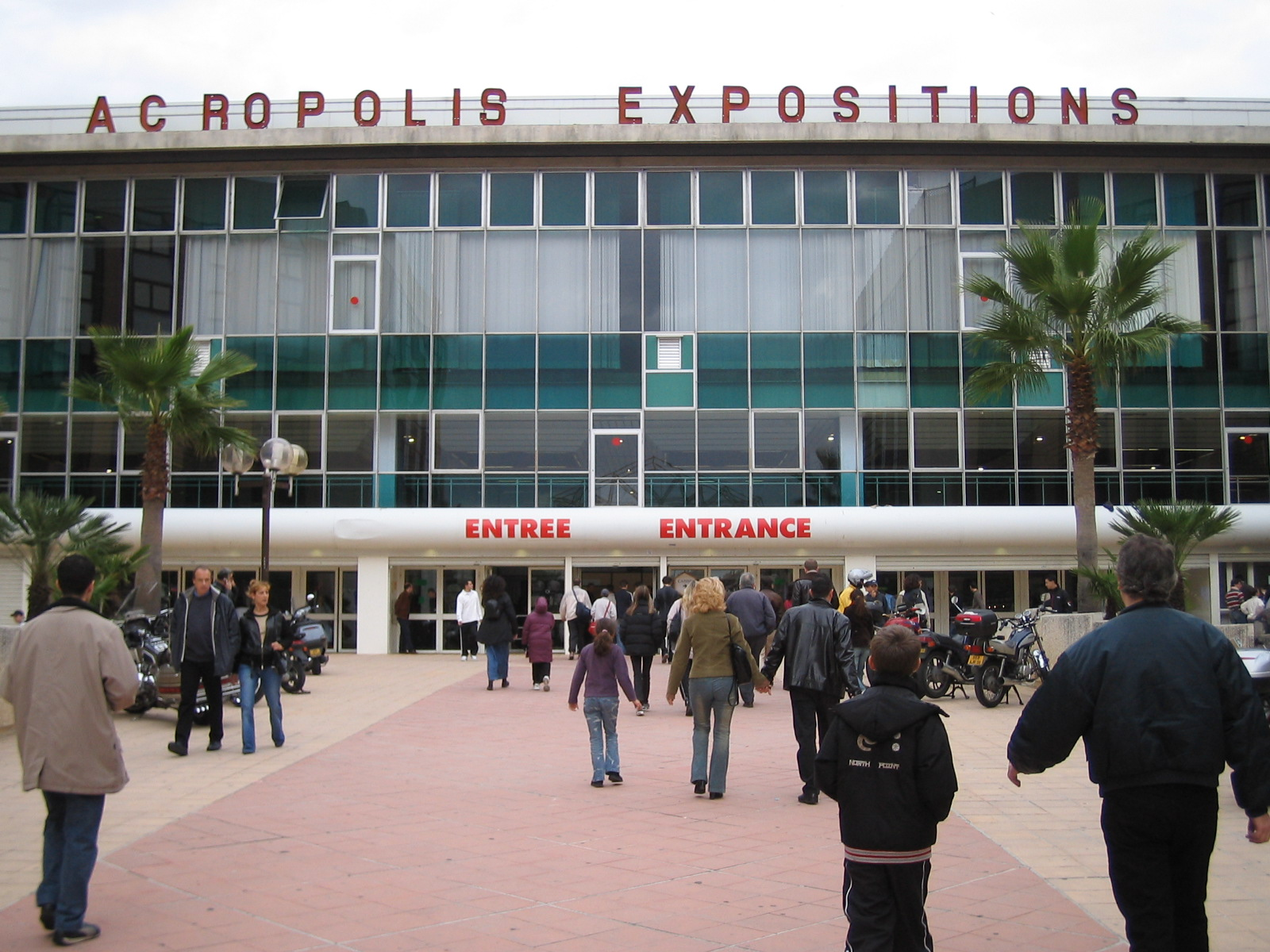
L'entrée du palais des expositions.

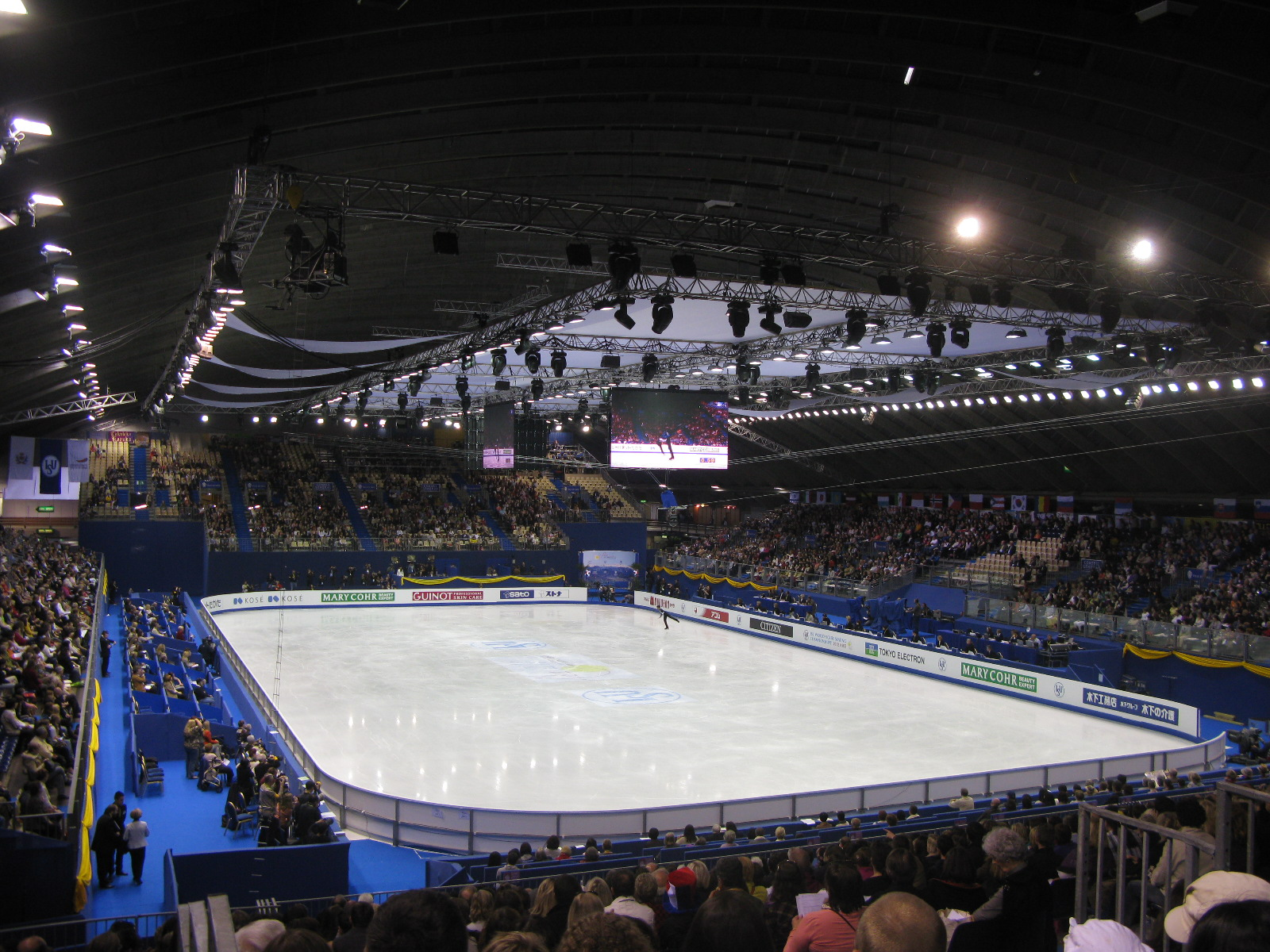
La patinoire dressée pour les championnats du monde de patinage artistique 2012.

Le palais des expositions dispose d'une capacité totale de 17 000 mètres carrés sur trois niveaux dont un hall de 12 120 mètres carrés de plain-pied, sans pilier, qui permet l'installation de près de 700 stands. Le revêtement au sol est du béton, et le toit laisse passer la lumière du jour grâce à la structure de la voûte faite d'arcs de béton armé qui permettent la pose de panneaux de plexiglas. Sur les côtés nord, est et ouest du hall ont été construites des mezzanines qui offrent un espace supplémentaire de 2 120 mètres carrés sur un deuxième niveau. Elles sont aménagées en alvéoles, tout comme l'espace situé en dessous d'elles au rez-de-chaussée, à l'exception de la mezzanine nord. Par ailleurs cette dernière présente une superficie de 696 mètres carrés.
Un bâtiment de trois niveaux avec une façade de verre est accolé au côté sud du hall. Le premier niveau comporte le hall d'entrée, appelé l'atrium, qui permet d'accéder au hall principal. Il est bordé à l'est par les bureaux des organisateurs. Le second niveau, qui n'occupe que les ailes est et ouest du bâtiment (le plafond de l'atrium correspond au troisième niveau) offre des salles modulables, dans la continuité des mezzanines du hall principal. Ces ailes sont respectivement dénommées Vérany et Lyautey, du nom du boulevard et de l'avenue qu'elles bordent. Le troisième niveau comporte l'auditorium Thémis à l'est d'une capacité de 262 places, ainsi qu'au centre un espace polyvalent de 885 mètres carrés baptisé Delphes qui peut accueillir au maximum 500 personnes en « style théâtre » et 250 en « style classe ». Au total, le palais des expositions comporte dix salles de commissions modulables de 47 à 500 places. La capacité totale de restauration du bâtiment s'élève à 5 670 couverts.
L'allée qui conduit à l'entrée du palais est bordée de part et d'autre par un hôtel Novotel à l'ouest et un hôtel de la chaîne NH Hoteles à l'est.

### Événements
Le palais des expositions accueille des expositions, des salons, des conventions, des spectacles et des événements sportifs. Plusieurs événements ont un rythme annuel : la Foire de Nice (à cette occasion, le palais des congrès Acropolis et l'esplanade Maréchal de Lattre de Tassigny qui sépare les deux palais sont également utilisés), la fête foraine Luna Park, le salon meuble maison décoration, le salon bisou, ou encore le salon de l'érotisme.
Parmi les événements sportifs, on peut noter :
- des compétitions de supercross indoor
- la finale de la Coupe Davis 1999
- les championnats du monde de patinage artistique 2000
- un match de handball le 17 juin 2009 qualificatif pour le championnat d'Europe 2010 et opposant l'équipe de France à celle du Portugal[25]
- un match de volley-ball entre l'équipe de France et celle d'Argentine, le 21 juin 2009, qualificatif pour les phases finales de la ligue mondiale de volley-ball 2009[25].
- les championnats du monde de patinage artistique 2012[26].

Parmi les autres événements particulièrement notables, on peut citer le premier concert des Beatles en province le 29 juin 1965, deux conventions du Rotary International (du 21 au 25 mai 1967, et du 11 au 14 juin 1995), le 21e congrès mondial du gaz du 6 au 9 juin 2000, et la réunion du Conseil européen du 7 au 10 décembre 2000 au cours de laquelle a été discuté le traité de Nice,.

## Jeux de la Francophonie

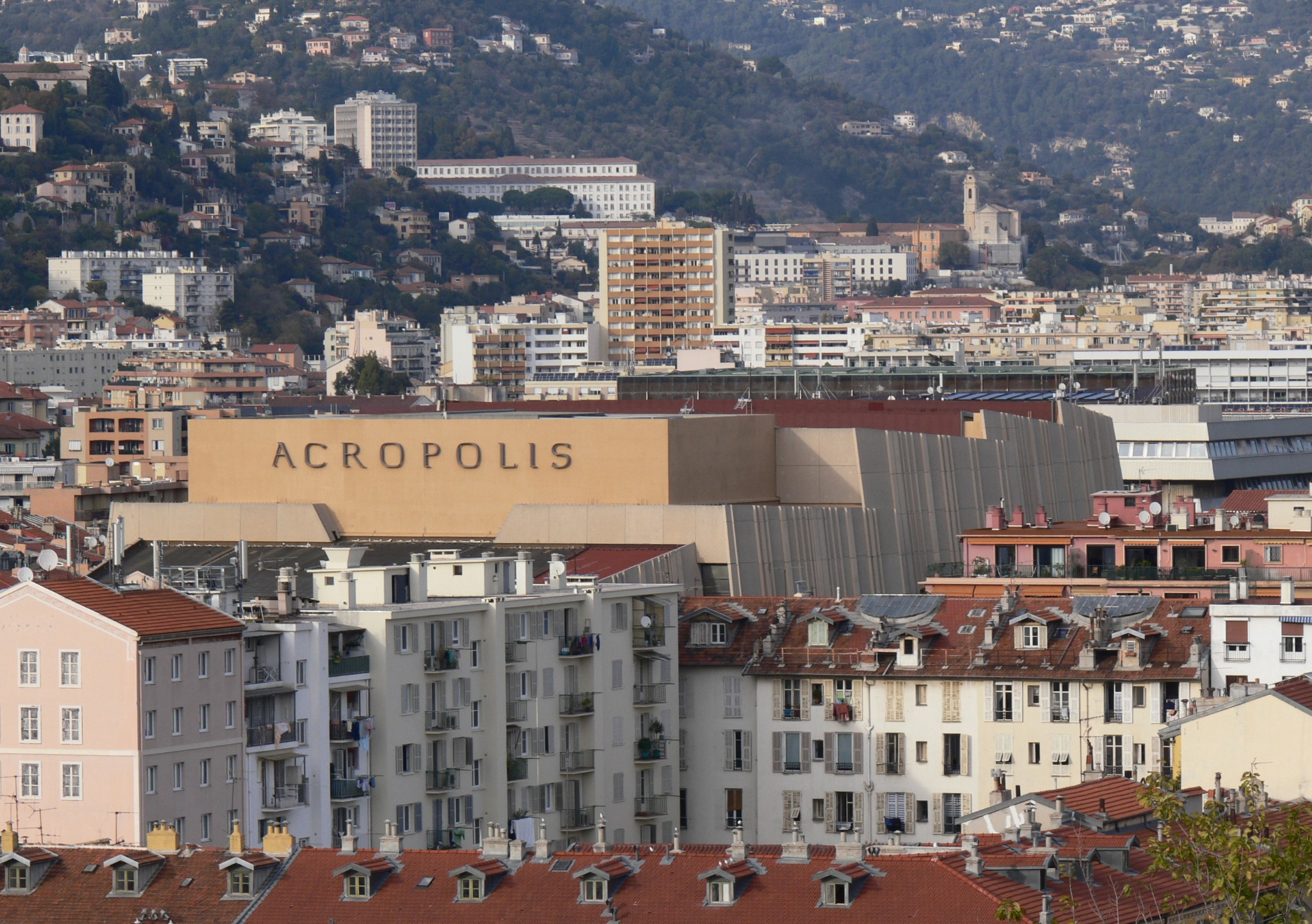
Vue du bâtiment et de la ville depuis la colline du château.

L'Acropolis accueille les 7e Jeux de la Francophonie qui se déroulent à Nice du 6 au 15 septembre 2013.

## Gestion
Le 30 mars 1984, le conseil municipal de Nice vote une délibération concédant l'exploitation, la gestion et la maintenance d'Acropolis pour une durée de quatorze ans à une association loi de 1901 dénommée Nice Animation. Le contrat liant la ville de Nice et cette association correspond à une convention qualifiée - à tort selon la chambre régionale des comptes - de « concession », selon laquelle la ville de Nice est membre de droit de l'association. En 1987, celle-ci opte pour le nom de Nice Acropolis. La CRC de Provence-Alpes-Côte d'Azur expose dans un rapport d'observations que l'objet principal de l'association est de « définir et mettre en œuvre une politique de développement de Nice Acropolis, gérer et administrer l'ensemble immobilier Acropolis dans le cadre du contrat passé avec la ville. »
Par ailleurs, les marques Acropolis sont déposées depuis les 2 juillet et 6 août 1984.
Il était au départ prévu que le contrat du 30 mars 1984 prenne fin le 30 avril 1998, mais les consultations organisées par la mairie pour choisir le nouveau délégataire prennent du retard. Les offres initiales sont jugées insuffisantes par la mairie, des négociations s'engagent et il apparaît en septembre 1998 que la Compagnie générale immobilière et de services (CGIS), qui est une filiale de Vivendi, présente la meilleure offre. Cependant, pour protester contre les réductions d'effectifs envisagées par la CGIS, les salariés (dont le nombre total est alors de 140) menacent de faire grève le jour d'un congrès important en octobre 1998. Les négociations menées par la ville aboutissent à l'ajout d'une « clause sociale » dans le cahier de la procédure de consultations, qui donnent lieu à l'abandon de la candidature de la CGIS. Finalement, le 24 décembre 1998, la ville de Nice confie à nouveau la délégation à l'association Nice Acropolis par le biais d'un contrat d'affermage d'une durée de cinq ans à compter du 1er janvier 1999,. Depuis le 22 décembre 1998, la ville de Nice n'est plus membre de droit de l'association qui est dès lors composée par des représentants de la société civile, notamment issus du secteur du tourisme.
Fin 2003, la procédure de sélection du nouveau délégataire doit faire face à d'importantes difficultés, et la ville décide finalement de prolonger le contrat qui la lie avec Nice Acropolis pour une durée d'un an. En 2004, un nouvel appel d'offres est lancé pour choisir le futur délégataire. Trois candidats déposent une offre : Nice Acropolis, GL Events et la CCI de Nice-Côte d'Azur. En novembre 2004, le conseil municipal désigne GL Events mais cette décision déclenche l'opposition des salariés d'Acropolis (alors 109 personnes) ainsi que celle des hôteliers niçois qui craignent que des événements organisés à Nice ne soit transférés dans d'autres palais des congrès gérés par le groupe. Le 10 décembre 2004, GL Events se retire finalement de la course, et le 30 décembre 2004, l'association Nice Acropolis obtient une nouvelle fois la délégation, mais sous la forme d'un contrat d'affermage de deux ans et non de cinq comme prévu initialement.
En 2006, la procédure de sélection du nouveau délégataire se fait à nouveau de manière houleuse. Au départ, l'appel d'offres met en concurrence deux candidats : Nice Acropolis et le groupement CCI Nice Côte d'Azur-Cari (une entreprise de BTP), mais s'avérant infructueux, le maire Jacques Peyrat décide de lancer une « procédure de négociation directe » qui est votée par le conseil municipal le 15 septembre 2006. Quatre candidats négocient alors avec la mairie : Nice Acropolis, CCI-Cari, GL Events et Expomedia France. Le 13 décembre 2006, les salariés d'Acropolis se mettent en grève pour dénoncer le choix pressenti de la ville en faveur de GL Events. Celui-ci envisage notamment des réductions d'effectifs. Ils déposent un référé qui est rejeté le 20 décembre 2006. Le même jour, la ville sélectionne GL Events comme nouveau délégataire pour l'exploitation d'Acropolis. Le contrat d'affermage prend effet le 1er janvier 2007 pour une durée de dix ans,. Il prévoit la rénovation des bâtiments et des équipements à l'aide d'une somme de 7 millions d'euros déboursés par le délégataire et de 19,5 millions d'euros injectés par la ville de Nice. GL Events exploite Acropolis via la Société d'exploitation de Nice Acropolis dont il est l'actionnaire à 100 %. Le choix de GL Events fut contesté juridiquement : dans un premier temps par l'association Nice Acropolis qui engage une procédure de référé pour tenter d'empêcher la reprise mais qui la retire le 21 décembre 2006, et dans un second temps par le comité d'entreprise de Nice Acropolis ainsi qu'un groupe de salariés,. En juin 2008, le tribunal administratif de Nice confirme la légalité de la négociation directe ayant mené au choix de GL Events.